# 民族浪漫风格

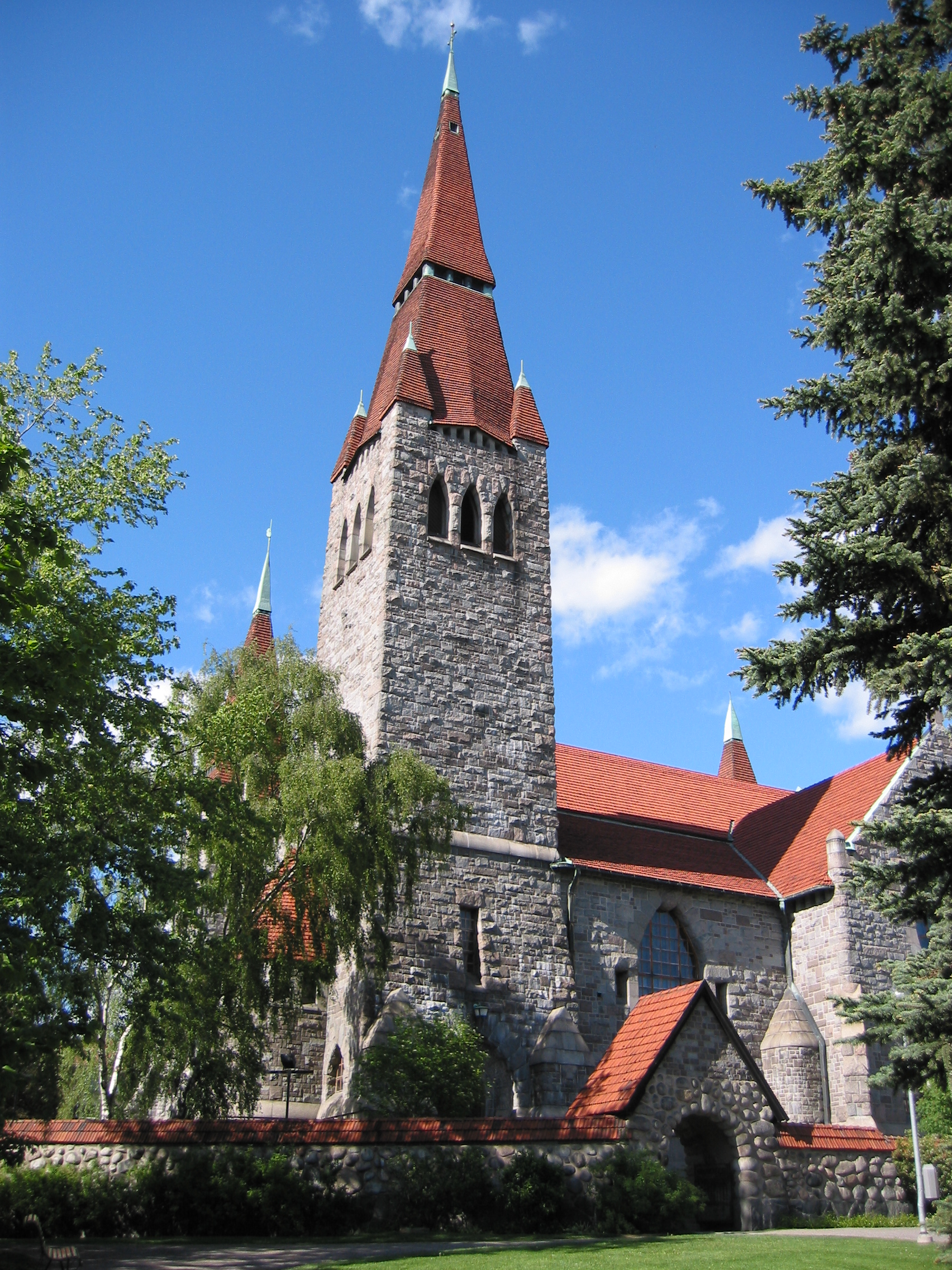
芬兰民族浪漫风格：坦佩雷主教座堂

民族浪漫风格（英語：National Romantic style）是一种在19世纪末至20世纪初流行于北欧的建筑风格。它是民族浪漫主义的组成部分，通常也被视为新艺术运动的一种形式。
民族浪漫风格流行至芬兰、斯堪的纳维亚国家中的丹麦、挪威及瑞典、波罗的海国家中的爱沙尼亚和拉脱维亚、以及俄国（主要在圣彼得堡）等国家。与在其他地方更具怀旧的哥德复兴式不同的是，民族浪漫风格建筑通过改良过的国内建筑来表达进步的社会和政治理念。
建筑师借鉴中世纪早期及甚至史前的建筑来构建一种与本民族所感知的性格相贴切的风格。这种风格可以认为是对产业主义的一种反击，及“北方梦”民族主义的一种表达形式，该民族主义同时也推动了人们对埃达和萨迦的兴趣。

## 建筑个例
- 波赫约拉办公楼（芬蘭語：Pohjolan toimitalo） (1901, 芬兰)
- 芬兰国家剧院 (1902, 芬兰)
- 沃莱伦加教堂（英语：Vålerenga Church） (1902, 挪威)
- 工学院学生会大楼（英语：Polytechnic Students' Union），或称“三宝楼” (1903, 芬兰)
- 芬兰国家博物馆 (1905, 芬兰)
- 哥本哈根市政厅 (1905, 丹麦)
- 弗朗纳教堂（英语：Frogner Church） (1907, 挪威)
- 霍尔德雷庄园 (Holdre mõis) (1910, 爱沙尼亚)
- 挪威理工学院（英语：Norwegian Institute of Technology） (1910, 挪威)
- 塔格佩拉城堡（英语：Taagepera Castle） (1912, 爱沙尼亚)
- 托尔斯泰大楼（英语：Tolstoy House） (1912, 俄国)
- 塔尔瓦斯派，芬兰画家阿克塞利·加伦-卡勒拉为自己建造的住屋及画室 (1913, 芬兰)
- 主显教堂（英语：Uppenbarelsekyrkan） (1913, 瑞典)
- 卑尔根车站 (1913, 挪威)
- 斯德哥尔摩法院（英语：Stockholm Court House） (1915, 瑞典)
- 勒斯卡博物馆（英语：Röhsska Museum） (1916, 瑞典)
- 斯德哥尔摩市政厅 (1923, 瑞典)

## 图集

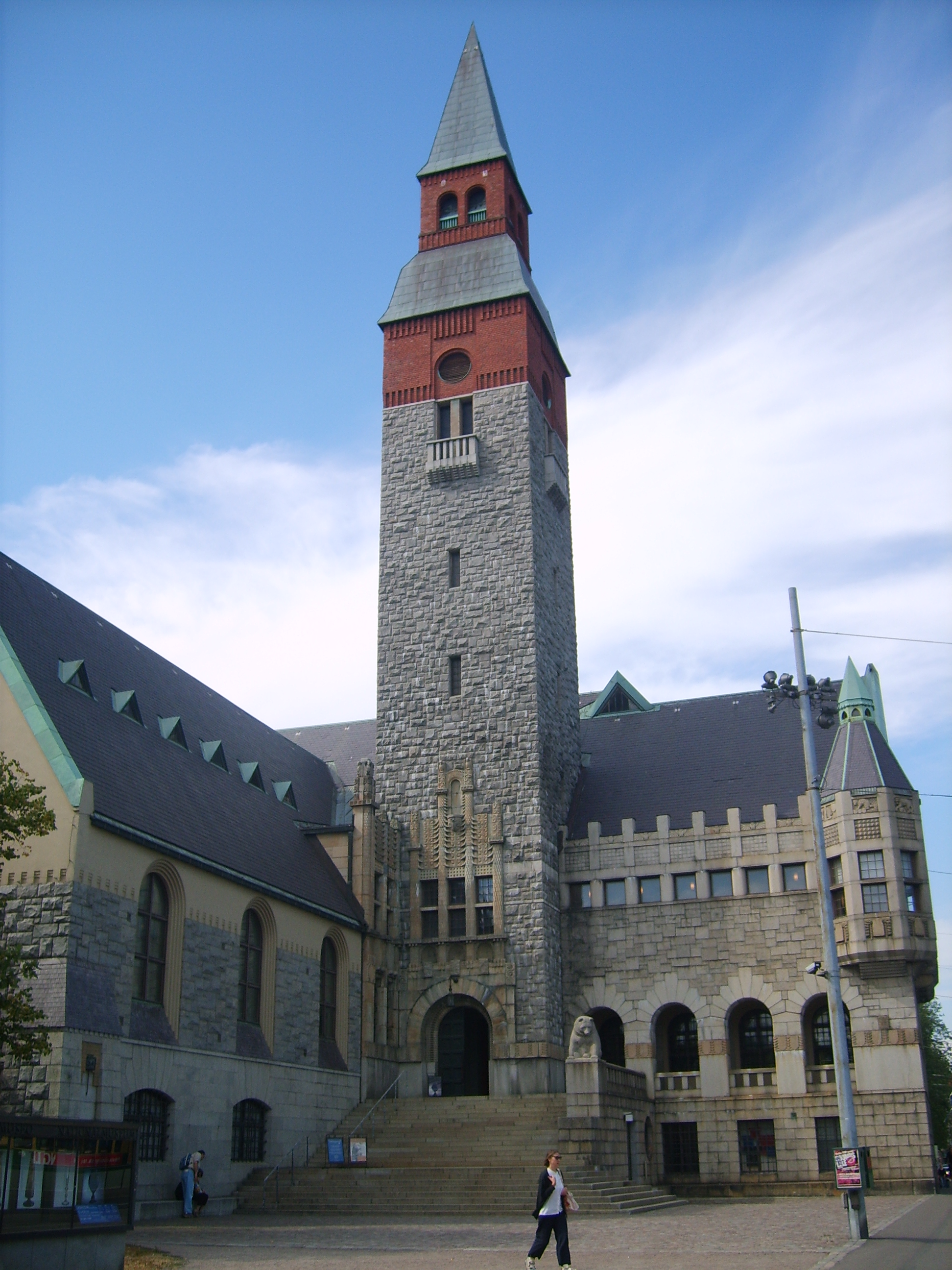
芬兰国家博物馆
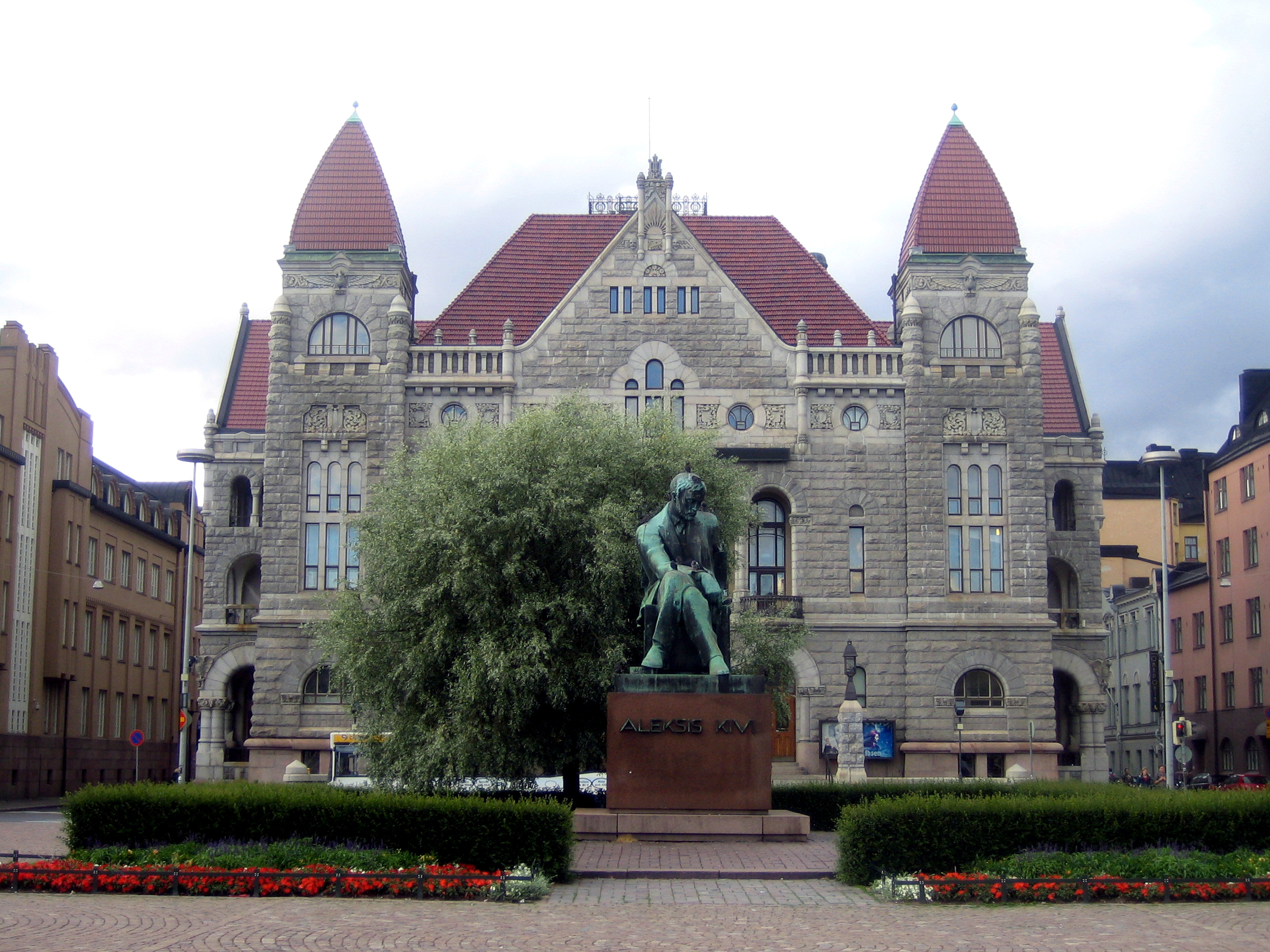
芬兰国家剧院
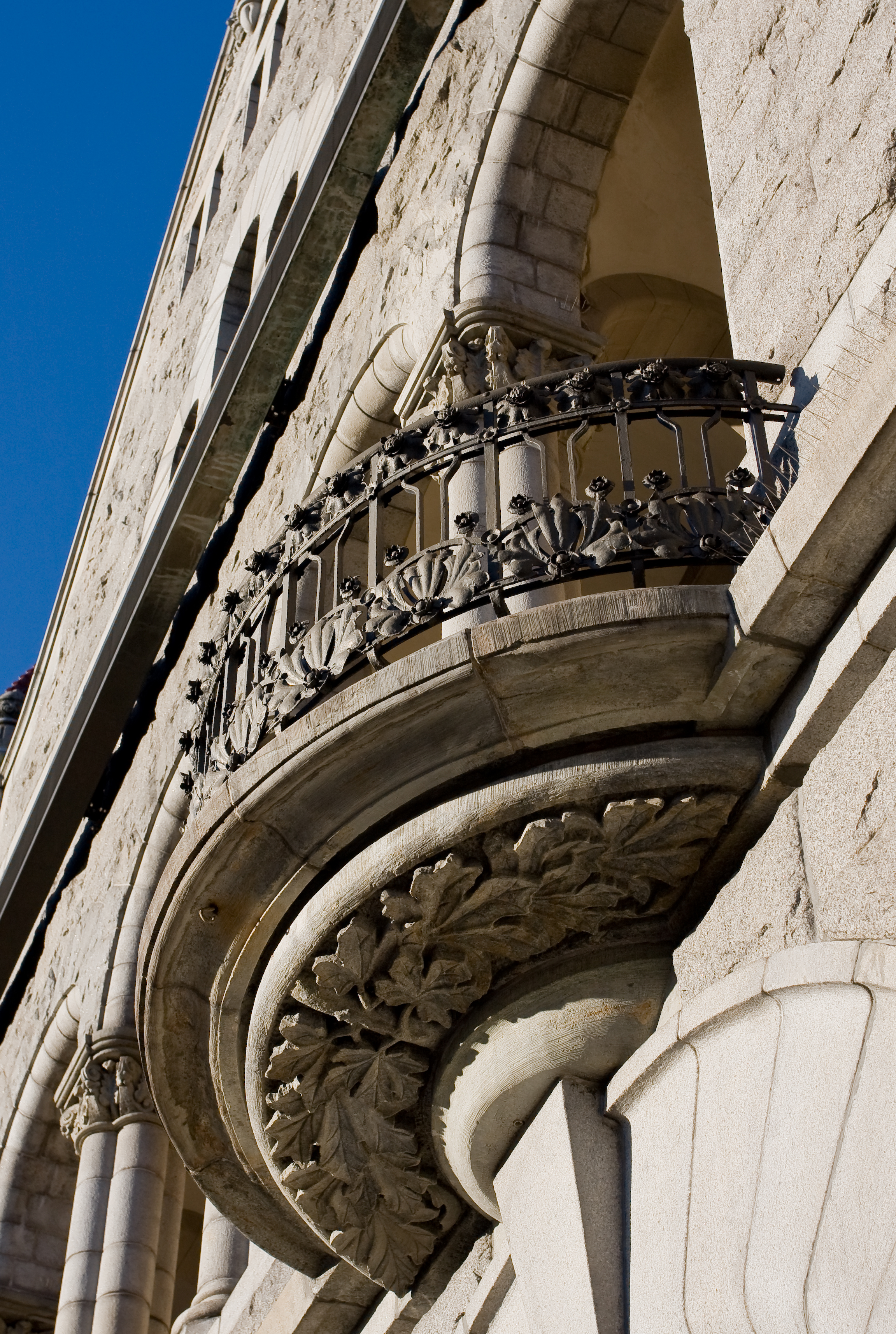
芬兰国家剧院局部
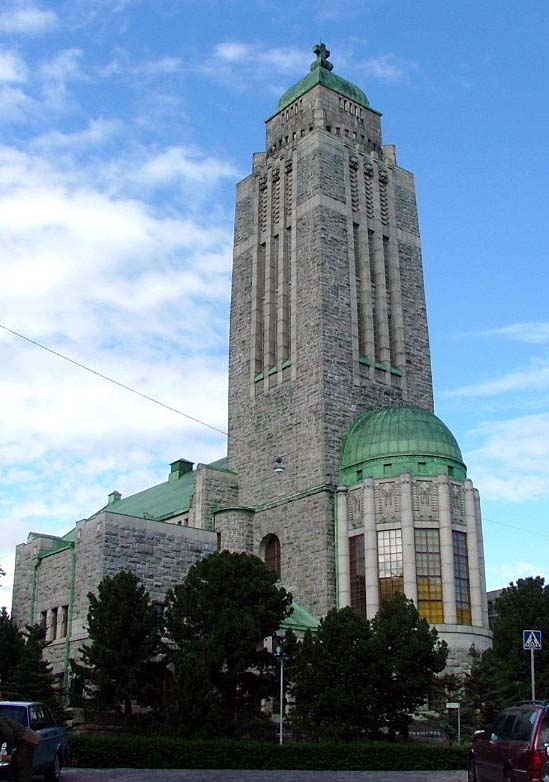
位于赫尔辛基的卡利奥教堂
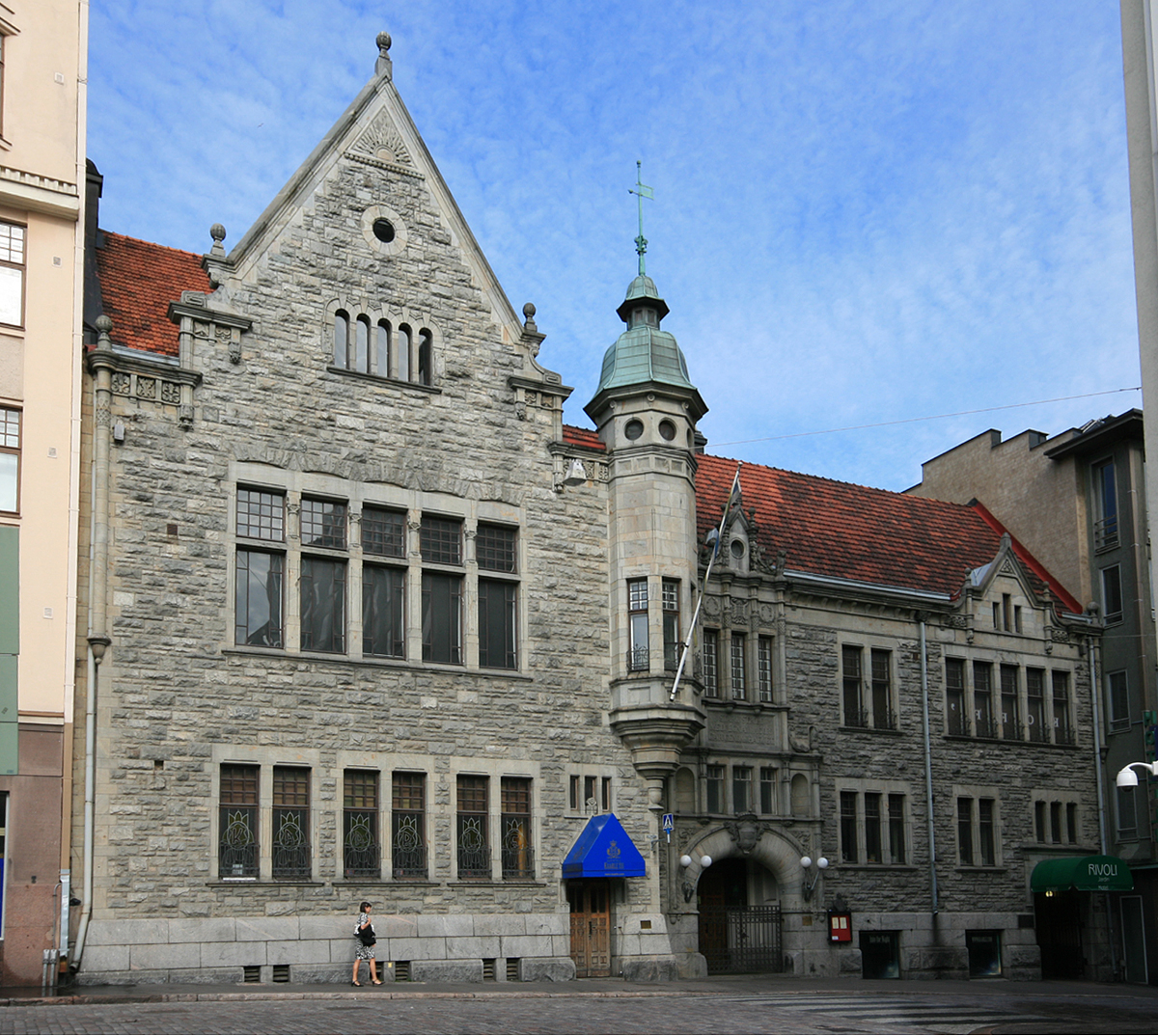
赫尔辛基大学新地学生同乡会大楼
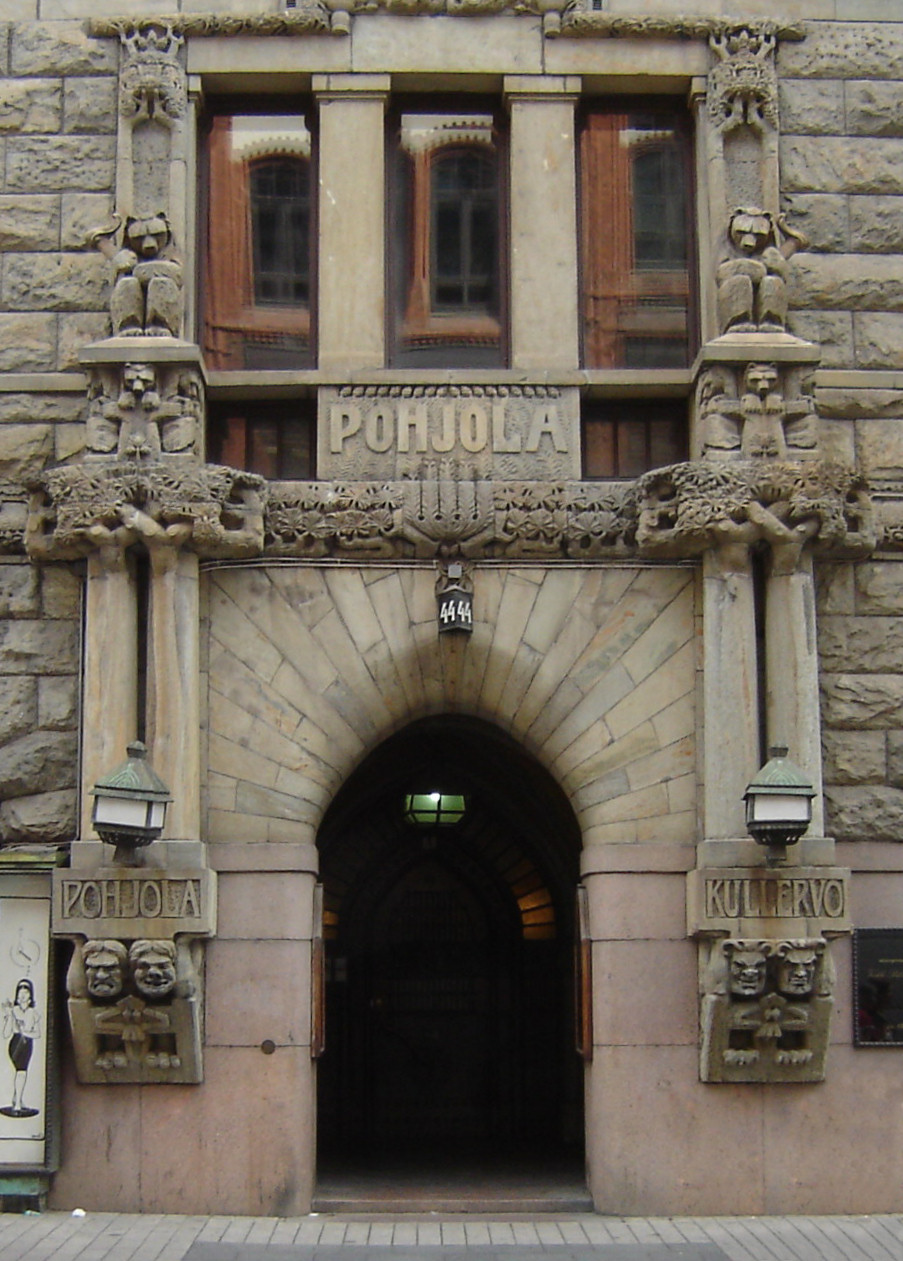
位于赫尔辛基的波赫约拉办公楼（芬蘭語：Pohjolan toimitalo）的大门
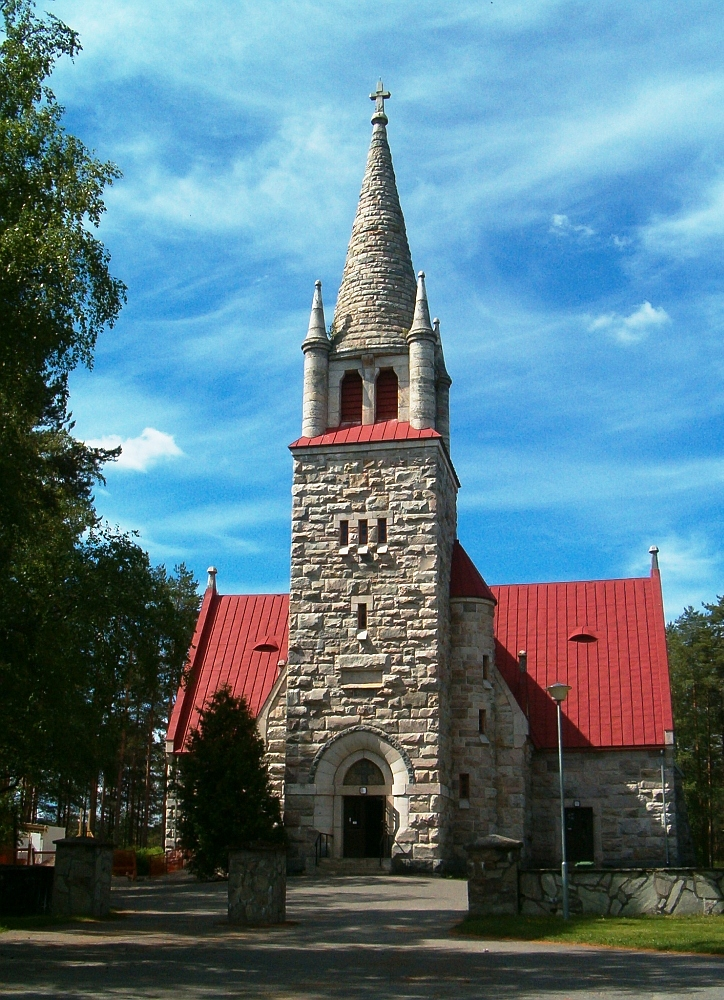
位于芬兰库奥皮奥的尼尔西艾教堂（芬蘭語：Nilsiän kirkko）
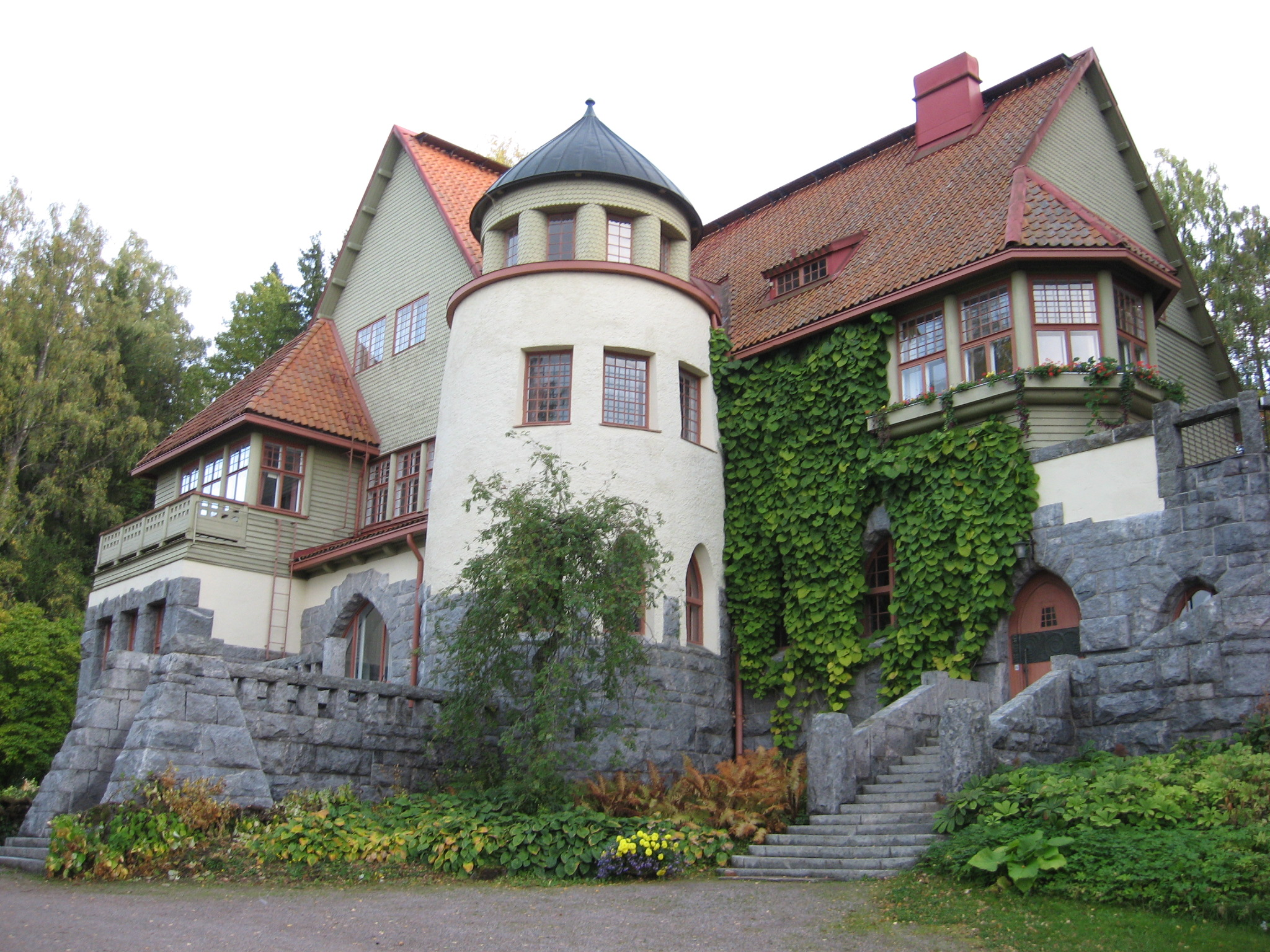
位于芬兰基尔科努米的维托尔普别墅（芬蘭語：Hvittorp）
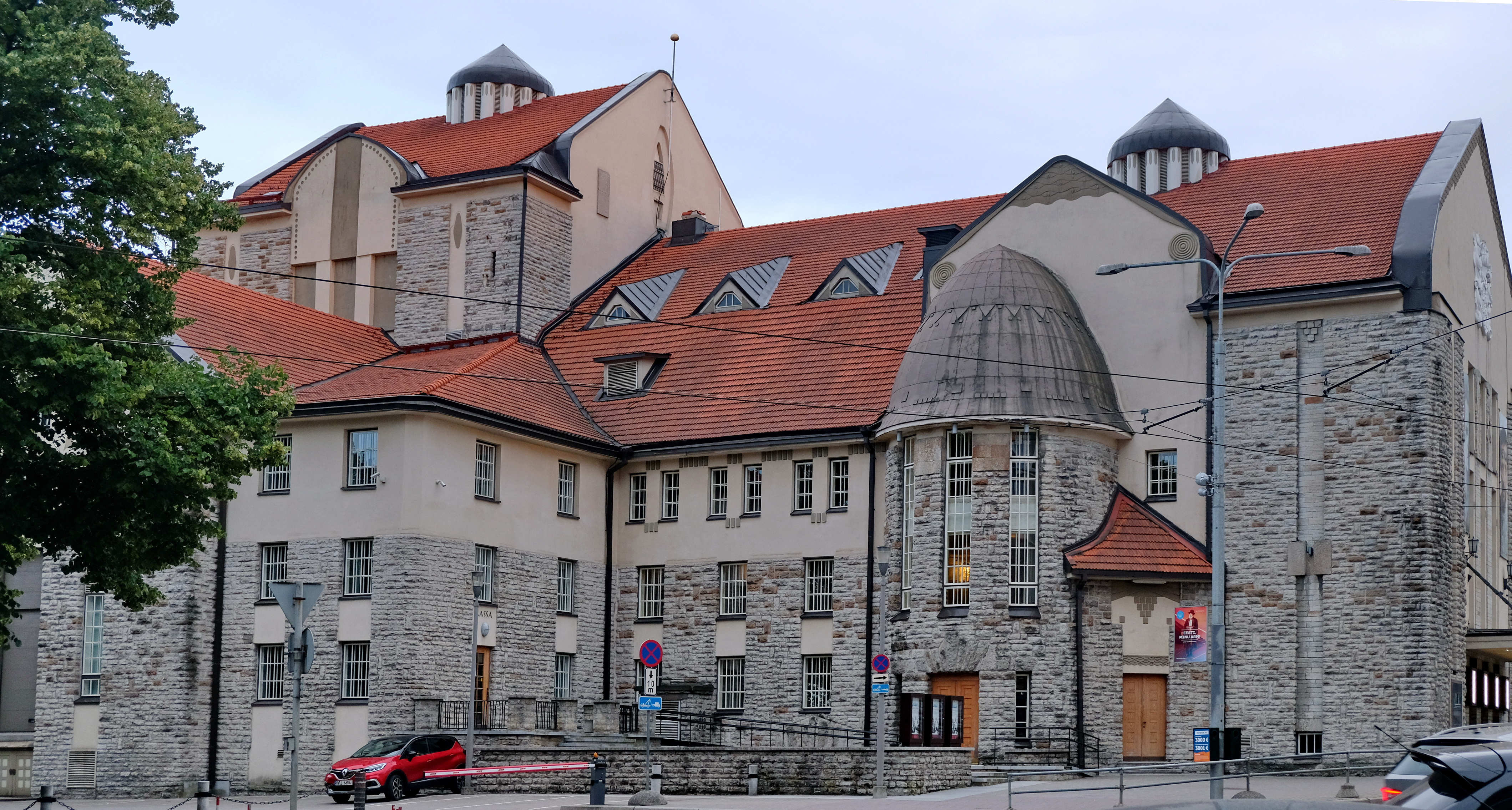
塔林德语剧院
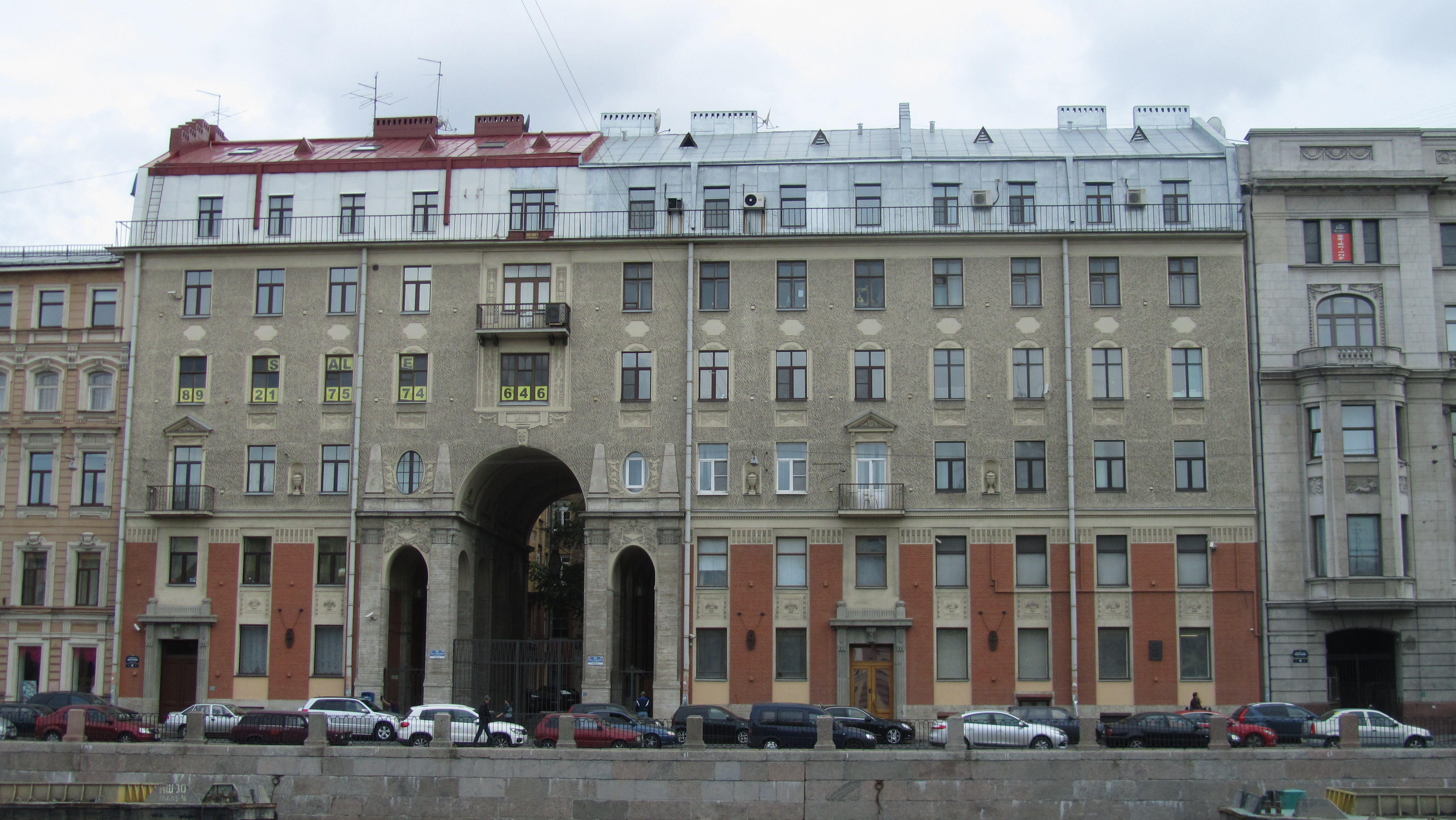
位于俄国圣彼得堡的托尔斯泰大楼（英语：Tolstoy House）